# 图格巴·塞诺格鲁
图格巴·塞诺格鲁（土耳其語：Tuğba Şenoğlu，1998年2月2日—），土耳其女子排球運動員，司職主攻手。現時效力於日本V聯賽球隊黑部水精靈。
在2019年開始成為土耳其國家女子排球隊一員。她首次代表國家隊參與的賽事就是2020東京奧運歐洲區資格賽。

## 獎項

### 俱樂部
- 2017年世界女排俱樂部錦標賽： - 金牌（瓦基弗銀行女排俱樂部）
- 2017年土耳其冠軍杯： - 金牌（瓦基弗銀行女排俱樂部）
- 2017年土耳其杯： - 金牌（瓦基弗銀行女排俱樂部）
- 2017–18赛季土耳其女排超級聯賽： - 金牌（瓦基弗銀行女排俱樂部）
- 2017–18赛季歐洲女排聯賽冠軍盃： - 金牌（瓦基弗銀行女排俱樂部）
- 2017年土耳其冠軍杯： - 銀牌（瓦基弗銀行女排俱樂部）
- 2018年世界女排俱樂部錦標賽： - 金牌（瓦基弗銀行女排俱樂部）
- 2018-19赛季土耳其女排超級聯賽： - 金牌（瓦基弗銀行女排俱樂部）